# Col de Saanenmöser
Le col de Saanenmöser est un col routier des Alpes situé à une altitude de 1 273 mètres, dans le canton de Berne, en Suisse.

## Géographie
Le col est situé entre Zweisimmen et Saanen dans les Alpes bernoises. Il est traversé par la route principale H11 et la ligne de chemin de fer Montreux Oberland bernois.

## Activités

### Cyclisme

#### Tour de France
Le col est au kilomètre 72,5 sur le parcours de la 17e étape du Tour de France 2016 de Berne à Finhaut-Émosson, classé en 3e catégorie (6,6 km à 4,8 %) au Grand Prix de la montagne. Le Polonais Rafał Majka le passe en premier.